# Любомирский, Ежи Доминик
Князь Ежи Доминик Любомирский (пол. Jerzy Dominik Lubomirski, ок. 1664 — 28 июля 1727, Яновец) — государственный и военный деятель Речи Посполитой, подстолий великий коронный (с 1695 года), подкоморий надворный коронный (с 1702 года), генерал-лейтенант коронной пехоты, воевода краковский (1726—1727), староста казимежский, ольштынский, рыкский, липновский. Владелец Полонного, Яновца и Любомля.

## Биография
Представитель знатного польского магнатского рода Любомирских герба «Шренява». Младший сын гетмана польного коронного, князя Ежи Себастьяна Любомирского (1616—1667), от второго брака с Барбарой Тарло (ум. 1689). Братья — Станислав Ираклий, Александр Михаил, Иероним Августин и Франтишек Себастьян.
Получил образование в иезуитских школах. В 1684 году Ежи Доминик Любомирский участвовал в войне Священной Лиги против Османской империи. В 1685 году принимал участие в военной кампании гетмана великого коронного Станислава Яна Яблоновского в Буковине. В 1693 и 1695 годах участвовал в боях с крымскими татарами. В 1695 году получил должность подстолия великого коронного.
Избирался послом (депутатом) на сеймы от Люблинского воеводства в 1693, 1701, 1718, 1720 и 1722 годах.
В 1697 году на элекционном сейме Ежи Доминик Любомирский поддерживал кандидатуру французского принца Франсуа Луи де Бурбона-Конти на польский королевский трон. Позднее признал королём Речи Посполитой саксонского курфюрста Августа Сильного и в 1698 году принял участие в военной экспедиции против крымских татар. Затем участвовал в подавлении казацкого восстания под руководством Семёна Палия на Правобережной Украине.
В 1701 году князь Ежи Доминик Любомирский был назначен командиром королевской гвардии, а в 1702 году получил должность подкомория надворного коронного.
Во время Северной войны перешел на сторону Станислава Лещинского в 1704 году. Затем дважды менял свою политическую ориентацию, пока в 1710 году не перешел на сторону вернувшегося в Польшу Августа II Сильного. Был избран послом на варшавскую вальную раду, где добивался вывода русских войск с территории Правобережной Украины.
В 1712 году Ежи Доминик Любомирский сражался против казацких повстанцев под предводительством Филиппа Орлика. В 1716 году стал посредником в переговорах между Тарноградской конфедерацией и польским королём Августом Сильным. В 1718 году на сейме потребовал вывода русской армии с территории Речи Посполитой. В 1724 году участвовал в судейской комиссии по делу о бунте в Торуне. В 1726 году получил должность воеводы краковского.
В 1715 году Ежи Доминик Любомирский стал кавалером Ордена Белого орла.

## Семья
В 1695 году первым браком женился на Урсуле Катаржине фон Альтенбокум (1680—1743), ставшей любовницей нового польского короля Августа Сильного. Супруги не имели детей и вскоре развелись. Вторично женился на Магдалене Тарло (ум. 1732), дочери воеводы люблинского Станислава Тарло (ум. 1705) и Терезы Дунин-Борковской, вдове стольника краковского Франтишека Шембека (ок. 1667—1712). Дети:
- Князь Антоний Бенедикт Любомирский (ум. 1761), генерал-майор коронных войск, затем генерал-лейтенант (1753), мечник великий коронный (1754)
- Князь Франтишек Фердинанд Любомирский (ум. 1774), мечник великий коронный (1761—1771), хорунжий великий коронный (1774), староста бечский.